# الحملة البريطانية الثالثة على القواسم 1816
الحملة البريطانية الثالثة على القواسم 1816 هي حملة عسكرية شنتها كل من الإمبراطورية البريطانية وسلطنة مسقط ضد القواسم في ساحل عمان عام 1816م.

## الخلفيَّة
في عام 1814 إلى عام 1816، ازداد التوتر في منطقة الخليج العربي بين القواسم ومسقط والتي كان للسلطات البريطانية يد فيها. وفي الوقت نفسه وسعت حكومة بومباي لائحة التهم للقواسم، وعليه؛ كان أخطر هذه التهم في عام 1816م، والسبب في ذلك هو أن القواسم وسعوا منطقة نشاطهم لتشتمل بحر العرب والمحيط الهندي والبحر الأحمر  إلى جانب نشاطهم في الخليج العربي. حيثُ يقول لوريك أنه خلال هذه الفترة جرى الاستيلاء على ثلاث سفن تجارية هندية من سورات كانت ترفع العلم البريطاني وقد جرى توجيه التهمة في هذه العملية للقواسم. وعليه أرسل المقيم البريطاني بروس رسالة احتجاج في أغسطس عام  1816م إلى شيخ القواسم في رأس الخيمة حسن بن رحمة، وقد رد الشيخ حسن على الرسالة نافيًا أن يكون أحد من رعاياه قد استولى على أية سفينة بريطانية.
في نوفمبر عام 1816م، وصلت السفن البريطانية بقيادة بردجز إلى بوشهر وهُنالك انضمت الفرقاطة أريال والتي كان على متنها  بروس المقيم البريطاني. وصلت البعثة إلى رأس الخيمة في 26 نوفمبر، وفي صباح اليوم التالي توجه تايلور (بالإنجليزية: Taylor)‏ مساعد المقيم البريطاني في بوشهر برفقة مُترجم إلى شيخ القواسم حسن بن رحمة، وذلك لتسليمهُ رسالة من المقيم بروس تضمنت هذه الرسالة مطالب من حكومة بومباي وهي:
- إعادة جميع الحمولة التي اُستولي عليها من سفن سورات.
- إضافةً تسليم إبراهيم بن رحمة إلى السلطات البريطانية وذلك بصفته قائد السفن التي أسفرت سفن سورات.
- إضافة إلى ذلك تسليم اثنين من أبناء الشيخ حسن بن رحمة للسلطات البريطانية لتحتفظ بهم في بومباي كرهائن وذلك من أجل ضمان سلوك القواسم في المستقبل.(1)

بينما كان تايلور مساعد المقيم البريطاني في طريقه لمقابلة الشيخ حسن بن رحمة اعترضه رجال الشيخ ومنعه من مقابلته وعليه؛ أسرع تايلور بالعودة إلى سفينة القيادة وأخبر بروس بما جرى معه.(2)
في سبتمبر من عام 1818، أشار حاكم بومباي في تقريره بوضوح إلى وُجود خطر يُهدد التجارة البريطانية في الخليج العربي. خصوصًا إذا ما قام اتحاد أو تحالف بين العمانيين والقواسم، حيثُ أن موظفو شركة الهند الشرقية وحكومة بومباي يدركون جيدًا خطورة مثل هذا التحالف على مصالحهم، ولهذا كانو يعملون دائمًا على استمرار النزاع بين مسقط والقواسم.

### بداية الحملة
بدأ الاستعداد للحملة في فبراير عام 1817م، حيثُ أصدر الحاكم العام للهند الماركيز هاستنكز تعليماته إلى حاكم مومباي طالب من خلالها بالأسراع ما أمكن بتقدير حجم وطبيعة القوات اللازم لشن هذه  الحملة. وعليه؛ وبناءً على تعليمات من الحاكم العام للهند فقد أصدرت حكومة بومباي أوامرها إلى القبطان روبرت تايلور (3)، بإعداد تقرير مُفصل حول مواقع موانئ القواسم بالإضافة إلى القبائل المتحالفة معهم وسفنهم البحرية وقدراتهم القتالية. وعليه؛ أعد روبرت تايلور تقريره في صيف 1818، ورفعه إلى حاكم بومباي وقد ذكر فيه معلومات مُفصلة عن القواسم وعددهم وعدد الموانئ بالإضافة إلى نشاطهم الاقتصادي الذي يزاولونه.
في سبتمبر عام 1818، رفع حاكم بومباي نيبين تقريرًا مُفصلاً إلى الحاكم العام للهند هاستنكز وقد تناول في هذا التقرير الحديث عن الحملة العسكرية القادمة كما أرفق تقرير «سميث» وقد قال سميث في تقريره:« إذا كان المطلوب  تحقيق نجاح كبير في ضرب رأس الخيمة، فلا بد من وجود ما لا يقل عن ثلاثة آلاف رجل من القوات البرية تدعهم مدفعية قوية.» وأرفق حاكم بومباي خطابًا رسميًا من المقيم البريطاني في بوشهر الكابتن بروس، ذكر في تقريره أن شيوخ بعض القبائل العربية قد اجتمعوا في رأس الخيمة واتفقوا على التصدي لأي هجوم قد تتعرض له المدينة.
عرض نيبين على مجلس حكومة بومباي في إبريل عام 1819، خطة تهدف إلى القضاء على القواسم وتأمين التجارة البريطانية الهندية مستقبلًا إضافةً إلى زيادة قوة حليف بريطانيا سعيد بن سلطان وذلك من خلال جعل منطقة جنوبي رأس الخيمة تحت سيطرته، بالإضافة إلى إنشاء قاعدة بريطانية بالقرب من هرمز  ووضع الساحل  العربي من رأس الخيمة حتى الكويت في أيدي السلطات المصرية -العُمانية.  وبعبارة أخرى كان الهدف من هذه المقترحات تحويل الخليج العربي إلى بحيرة داخلية لبريطانيا العظمى.
في 13 إبريل 1819، تلقى سادير التعليمات من حاكم بومباي نيبين. وعليه؛ كان يجب أن يجتمع مع سعيد بن سلطان في مسقط ويتفق معه على حجم المساعدة التي سيقدمها للحملة ضد رأس الخيمة، بالإضافة إلى معرفة موقفه من مسألة التعاون مع القوات المصرية في تنفيذ هذه الحملة؛ ومن ثم  يتوجه إلى القطيف أو العقير في الإحساء ومنها إلى الدرعية للقاء إبراهيم باشا.
وطُلب من سادير أن يُخبر إبراهيم باشا شفهيًا بأن مدينة رأس الخيمة ستُسلم  إلى قواته فور سقوطها وذلك على أن يُساهم إبراهيم باشا بتخصيص قوة عسكرية مُناسبة لتأمين حصار هذه المدينة.
في إبريل عام 1819، أبحر سادير من بومباي إلى مسقط للتباحث مع سعيد بن سلطان بموضوع  التعاون الثلاثي (الإنكليزي، المصري، العُماني) في الحملة المُراد تجهيزها ضد القواسم. وفي 15 مايو 1819، عرض سادير موقف سلطان مسقط في تقريره الذي أرسله إلى حكومة بومباي ووضح في تقريره أن سعيد بن سلطان يرفض تمامًا فكرة التعاون مع القوات المصرية، وبرر ذلك الرفض بأن قواته قادره مع الاشتراك مع القوات البريطانية على إحراز نصر القواسم دون الحاجة إلى تدخل إبراهيم باشا.
وبعد مُباحثات مُطولة وافق سعيد بن سلطان على أن يُخصص قوات بحرية لدعم الجيش المصري.(4)
في 18 مارس، غادر سادلير مسقط مُتوجهًا إلى بوشهر وذلك من أجل الحصول على معلومات دقيقة عن الطريق عبر القطيف إلى الدرعية (5). وفي 21 يونيو وصل إلى القطيف، وعند وصوله علم بأن القوات المصرية انسحبت بعد أن عهد إبراهيم باشا بحكم الإحساء لشيخ قبيلة بني خالد. وعليه؛ بدأ من الواضح أن القائد المصري صرف نضره عن متابعة  التوسع بالفتوحات.
في 21 أغسطس 1819، قرر مجلس بومباي رفع تقرير إلى الحاكم العام ومجلس مديري شركة الهند الشرقية يتضمن الأسئلة التالية: «على ضوء الأحداث الأخيرة، هل ستتم زيادة أعداد أفراد الحملة الذي جرى تحديده في السابق 3000 رجل أم انقاصه؟
- هل سيبقى البحرين تحت سلطة حاكمها الحالي؟
- هل سيتم تسليم البحرين إلى حاكم مسقط أو غيره؟
- هل سيتم إنشاء قاعدة عسكرية بريطانية في جزيرة قشم، وإذا كان الجواب بنعم فعلى أي أساس سيكون ذلك.»

وفي 29 سبتمبر تلقت حكومة بومباي ردًا من الحاكم العام للهند، جاء في الرد أن عدد القوات سيبقى كما هو. أما فيما بالبحرين وضح الحاكم العام للهند أن البت في هذا الموضوع لن يحدث ما لم تصل معلومات أكثر. وفيما يتعلق بالتواجد العسكري البريطاني الدائم في منطقة الخليج العربي  فقد كان الرد أنه من غير  المرغوب إقامة قاعدة عسكرية دائمة، ما لم تسدد نفقتها من قِبَل سلطان مسقط أو جمارك الميناء أو من أي مصدر مالي آخر.
في مارس عام 1819، طُلب من شيخ البحرين عبد الله بن أحمد أن يكون وسيط بين القواسم والإنكليز. وبطلب من شيخ القواسم كتب عبد الله بن أحمد رسالة إلى بروس  حيثُ أخبره بأن القواسم يتطلعون إلى عقد معاهدة سلام مع الإنكليز وقد رد على الرسالة بروس بأن يرغب بموافقته على الشروط التي يعرضها القواسم  لإرسالها إلى بومباي. وعليه؛ وبعد أقل من شهر  أرسل حسن بن رحمة شخصيًا رسالة إلى الكابتن لوك جاء فيها:« يوجد بيننا اتفاقية أن لا يتسبب أحدنا بالضرر إلى الآخر. وقد تقيد الطرفين بها، كما يتضح من سلوكنا. لكن حدث ذلك بعد ذلك. أن كانت مشيئةُ الله أن جاء بروس إلى هُنا بعدد من السفن وتقدم لما بعدد من المطالب  التي لم يكن لها أساس. ونتيجة لذلك جرى نقض الاتفاقية، واستئناف الأعمال الحربية.» على ضوء هذه الرسالة بعث نيبين في 24 إبريل برسالة إلى حسن بن رحمة حيثُ رفض تمامًا مقترحات  السلام التي وضعها القواسم.

## الهوامش
- «1»: تحدد في الرسالة ظهر اليوم نفسه، كموعد لتلقي الرد الذي سيصرف الأسطول البريطاني على ضوئه بما يجده مُناسبًا.
- «2»: عندما اقترب بردجز من المدينة أخذ يُسجل الملاحظات التالية: « التحصينات قوية جدًا، توجد في الميناء أربع داوات كبيرة تحمل رجالاً، وهي على أهبة  الاستعداد للإقلاع. يوجد ما بين أربعين وخمسين سفينة صغيرة مهيأة لحالات الطوارئ. عدد الرجال المسلمين يبدو كبيرًا. ازدادت التحصينات الدفاعية للمدينة قوة عن ذي قبل. إنهم في حالة دفاعية أفضل من أي وقت مضى. تبدو عليهم الثقة بقدرتهم على تحطيم أية محاولة هجوم  يتعرضون لها، وهذا ما بدا لنا حين رؤيتهم لطرادتنا، ولذلك  فإن القوة التي سيعهد إلها العمل ضدهم يجب أن تكون كبيرة جدًا.»
- «3»: مساعد الممثل السياسي البريطاني في العراق، الذي سبق أن شغل منصب مساعد المقيم البريطاني في بوشهر لمدة طويلة.
- «4»: تعهد حاكم مسقط بحجم وطبيعة المساعدة التي سيقدمها في الحملة ضد القواسم برأس الخمية.
- «5»: حيثُ كان يُعسكر إبراهيم باشا القائد المصري.